# Стробув
Стробув (пол. Strobów) — село в Польщі, у гміні Скерневиці Скерневицького повіту Лодзинського воєводства.
Населення — 314 осіб (2011).
У 1975—1998 роках село належало до Скерневицького воєводства.

## Демографія
Демографічна структура станом на 31 березня 2011 року:
|          | Загалом | Допрацездатний вік | Працездатний вік | Постпрацездатний вік |
| -------- | ------- | ------------------ | ---------------- | -------------------- |
| Чоловіки | 154     | 43                 | 103              | 8                    |
| Жінки    | 160     | 47                 | 79               | 34                   |
| Разом    | 314     | 90                 | 182              | 42                   |